# Castillo de Marbella
El castillo de Marbella, también llamado castillo de la Madera y alcazaba de Marbella, es un castillo en ruinas de planta rectangular situado en centro histórico de la localidad malagueña de Marbella, España.
Cuenta con la protección de la Declaración genérica del Decreto de 22 de abril de 1949, y la Ley 16/1985 sobre el Patrimonio Histórico Español.

## Historia
Con un primer origen romano, cada vez más atestiguado por la arqueología, su fábrica medieval se remonta a la época de Abderramán III, en el marco de la rebelión de Ibn Hafsun, para contar con un punto en la costa desde donde atacar al rebelde. Posteriormente fue de gran importancia para la defensa del Reino nazarí de Granada hasta su rendición a las tropas cristianas de Fernando el Católico el 11 de junio de 1485. Otras fuentes señalan un origen romano del castillo.
Sirvió como cementerio de la Ciudad durante el siglo XIX, aunque no podría descartarse dicho uso desde mediados del siglo XVIII.
A finales del siglo XVIII un erudito local lo denominó castillo de la Madera basándose en la supuesta existencia de un depósito de troncos.